# پوریا نوروزیان
پوریا نوروزیان (زاده ۲ بهمن ۱۳۷۰ در ایلام) ورزشکار رشته تیراندازی و عضو تیم ملی تیراندازی ایران می باشد. وی رکورددار ملی ایران در رشته تفنگ سه وضعیت ۵۰ متر آقایان است.

## افتخارات
مدال طلا تفنگ سه وضعیت ۵۰ متر در بازی‌های همبستگی اسلامی ۲۰۱۷ در باکو
مدال نقره تفنگ بادی ۱۰ متر تیمی میکس در بازی‌های همبستگی اسلامی ۲۰۱۷ در باکو
مدال نقره تفنگ بادی ۱۰ متر انفرادی در مسابقات تیراندازی قهرمانی آسیا ۲۰۱۳ در تهران
مدال نقره تفنگ بادی ۱۰ متر تیمی در مسابقات تیراندازی قهرمانی آسیا ۲۰۱۳ در تهران
مدال نقره تفنگ درازکش ۵۰ متر تیمی جوانان در مسابقات تیراندازی قهرمانی آسیا ۲۰۱۲ در دوحه
مدال برنز تفنگ بادی ۱۰ متر انفرادی در مسابقات تیراندازی قهرمانی آسیا ۲۰۱۵ در کویت
مدال برنز تفنگ بادی ۱۰ متر تیمی در مسابقات تیراندازی قهرمانی آسیا ۲۰۱۵ در کویت
مقام چهارم تفنگ بادی ۱۰ متر انفرادی در بازی‌های آسیایی ۲۰۱۴ در اینچئون

## المپیک

### المپیک ۲۰۱۶
پوریا نوروزیان نماینده کشور ایران در رشته تفنگ بادی ۱۰ متر و تفنگ سه وضعیت ۵۰ متر در بازی‌های المپیک تابستانی ۲۰۱۶ بود.
|        | میزبان                | ورزشکار        | رویداد               | مقدماتی | مقدماتی | فینال     | فینال     |
| امتیاز | میزبان                | ورزشکار        | رویداد               | رتبه    | امتیاز  | رتبه      |           |
| ------ | --------------------- | -------------- | -------------------- | ------- | ------- | --------- | --------- |
| ۲۰۱۶   | ریو دو ژانیرو ، برزیل | پوریا نوروزیان | تفنگ بادی ۱۰ متر     | ۶۲۲.۲   | ۲۲      | راه نیافت | راه نیافت |
| ۲۰۱۶   | ریو دو ژانیرو ، برزیل | پوریا نوروزیان | تفنگ سه وضعیت ۵۰ متر | ۱۱۶۸    | ۲۶      | راه نیافت | راه نیافت |

## بازی های آسیایی
|        | میزبان            | ورزشکار        | رویداد                    | مقدماتی | مقدماتی | فینال     | فینال     |
| امتیاز | میزبان            | ورزشکار        | رویداد                    | رتبه    | امتیاز  | رتبه      |           |
| ------ | ----------------- | -------------- | ------------------------- | ------- | ------- | --------- | --------- |
| ۲۰۱۴   | اینچئون،کره جنوبی | پوریا نوروزیان | تفنگ بادی ۱۰ متر          | ۶۲۲.۹   |         | ۱۶۵.۶     | ۴         |
| ۲۰۱۴   | اینچئون،کره جنوبی | پوریا نوروزیان | تفنگ بادی ۱۰ متر تیمی     | ۴       | ۴       | ۴         | ۴         |
| ۲۰۱۴   | اینچئون،کره جنوبی | پوریا نوروزیان | تفنگ سه وضعیت ۵۰ متر      | ۱۱۵۵    | ۱۲      | راه نیافت | راه نیافت |
| ۲۰۱۸   | جاکارتا ، اندونزی | پوریا نوروزیان | تفنگ سه وضعیت ۵۰ متر      | ۱۱۵۵    | ۱۲      | راه نیافت | راه نیافت |
| ۲۰۲۲   | هانگژو ، چین      | پوریا نوروزیان | تفنگ بادی ۱۰ متر          | ۶۲۹/۲   | ۱۰      | راه نیافت | راه نیافت |
| ۲۰۲۲   | هانگژو ، چین      | پوریا نوروزیان | تفنگ بادی ۱۰ متر تیمی     |         |         | ۱۸۸۵/۶    | ۴         |
| ۲۰۲۲   | هانگژو ، چین      | پوریا نوروزیان | تفنگ سه وضعیت ۵۰ متر      | ۵۸۴     | ۸ Q     | ۴۰۲/۲     | ۸         |
| ۲۰۲۲   | هانگژو ، چین      | پوریا نوروزیان | تفنگ سه وضعیت ۵۰ متر تیمی |         |         | ۱۷۴۲      | ۵         |